# Babysite
Een babysite is een website die door ouders wordt gemaakt voor hun baby. Feitelijk is een babysite een variant van een weblog. Op een babysite treft men dan ook doorgaans foto's en informatie over het gezin en de baby zelf. Ontwikkelingen van de baby worden bijgehouden, alsmede gastenboeken voor vrienden en familie.
De babysites voorzien in de behoefte van de ouders om hun ervaringen met anderen te delen. Anderzijds hebben veel ouders de behoefte om hun trots aan de wereld te tonen.
Achter de babysites gaan actieve gebruikersgroepen schuil die veelvuldig met elkaar in contact treden om ervaringen met elkaar te delen of om gewoon elkaars foto's te bekijken. Deze gebruikers zijn veelal ook actief op de diverse internetfora.
Veel ouders maken babysites in vaste formats. Er zijn diverse websites die ouders de mogelijkheid bieden hun babysite al dan niet gratis aan te maken.